# Chocolate, Menta, Mastik
 (хебр. שוקולד מנטה מסטיק‎; у преводу Чоколада, мента, мастика) била је израелска женска поп група која је била активна у периоду између 1972. и 1978. године. Групу су 1972. основале три девојке које су се упознале током служења војног рока − Јардена Арази, Рути Холцман и Тами Азарија, коју је годину дана касније заменила Леа Лупатин. Током шест година постојања група је објавила четири студијска албума.
Широј музичкој јавности ван Израела постале су познате након што су представљала Израел на Песми Евровизије у Хагу 1976. са песмом Emor Shalom (у преводу Реци здраво), где су са 77 освојених бодова заузеле високо  шесто место. Након распада групе све девојке су започеле са успешним соло каријерама. 